# 1571 w literaturze
Wydarzenia literackie w 1571 roku.

## Nowe książki
- polskie
  - Grizella. O posłuszeństwie, stałości i cierpliwości szlachetnej, dobrej a cnotliwej małżonki.

## Zmarli
- Piotr Roizjusz, hiszpański poeta